# 전차 목록
다음은 전차 목록의 목록이다.

## 시대별
- 제1차 세계 대전의 기갑전투차량 목록
- 전간기 기갑전투차량 목록
- 제2차 세계 대전의 군용 차량 목록
- 제2차 세계 대전의 기갑전투차량 목록
- 현대의 기갑전투차량 목록
- 세대별 주력전차 목록

## 나라별
- 나라별 기갑전투차량 목록
- 폴란드의 기간전투차량 목록
- 소련의 전차 목록
- 영국의 전차 목록 (영국, 1945년까지)
- FV 시리즈 군용차량 목록 (영국, 1945년 이후)
- M 시리즈 군용차량 목록 (미국)
- 육상자위대의 전차 (일본, 현재까지)
- 나치 독일의 특수목적차량 목록 (독일, 1939년부터)

## 유형별
- 장갑열차 목록
- 포병 목록: 자주포 포함
- 나라별 주력전차 목록

## 같이 보기
- 기갑전투차량 분류
- 전차
- 전차 분류
- 전차의 역사